# Mischocyttarus synoecus
Mischocyttarus synoecus är en getingart som beskrevs av Richards 1940. Mischocyttarus synoecus ingår i släktet Mischocyttarus och familjen getingar. Inga underarter finns listade i Catalogue of Life.